# Party Voice
Party Voice är en låt av svenska sångerskan Jessica Andersson. Låten skrevs av Andersson själv tillsammans med Fredrik Kempe, David Kreuger och Niklas Carson Mattsson. Den deltog i Melodifestivalen 2018 där den tog sig till final med 70 poäng och slutade på elfte plats.